# Église Saint-Nicolas de Brunehamel
L'église Saint-Nicolas de Brunehamel est une église située à Brunehamel, en France.

## Localisation
L'église est située sur la commune de Brunehamel, dans le département de l'Aisne.

## Historique
Au Moyen Âge, le droit de patronage, possibilité de présenter à l'évêque, pour qu'il l'ordonne, le desservant d'une église, de la paroisse de Saint-Nicolas de Brunehamel appartenait au chapitre de la collégiale de Rozoy, qui était en même temps gros décimateur en totalité, le curé ayant opté pour la portion congrue.
L'église subit un incendie dans la nuit du 26 au 27 aout 1996, incendie destructeur qui obligea à reconstruire l'église de 1997 à 1998.

### Galerie

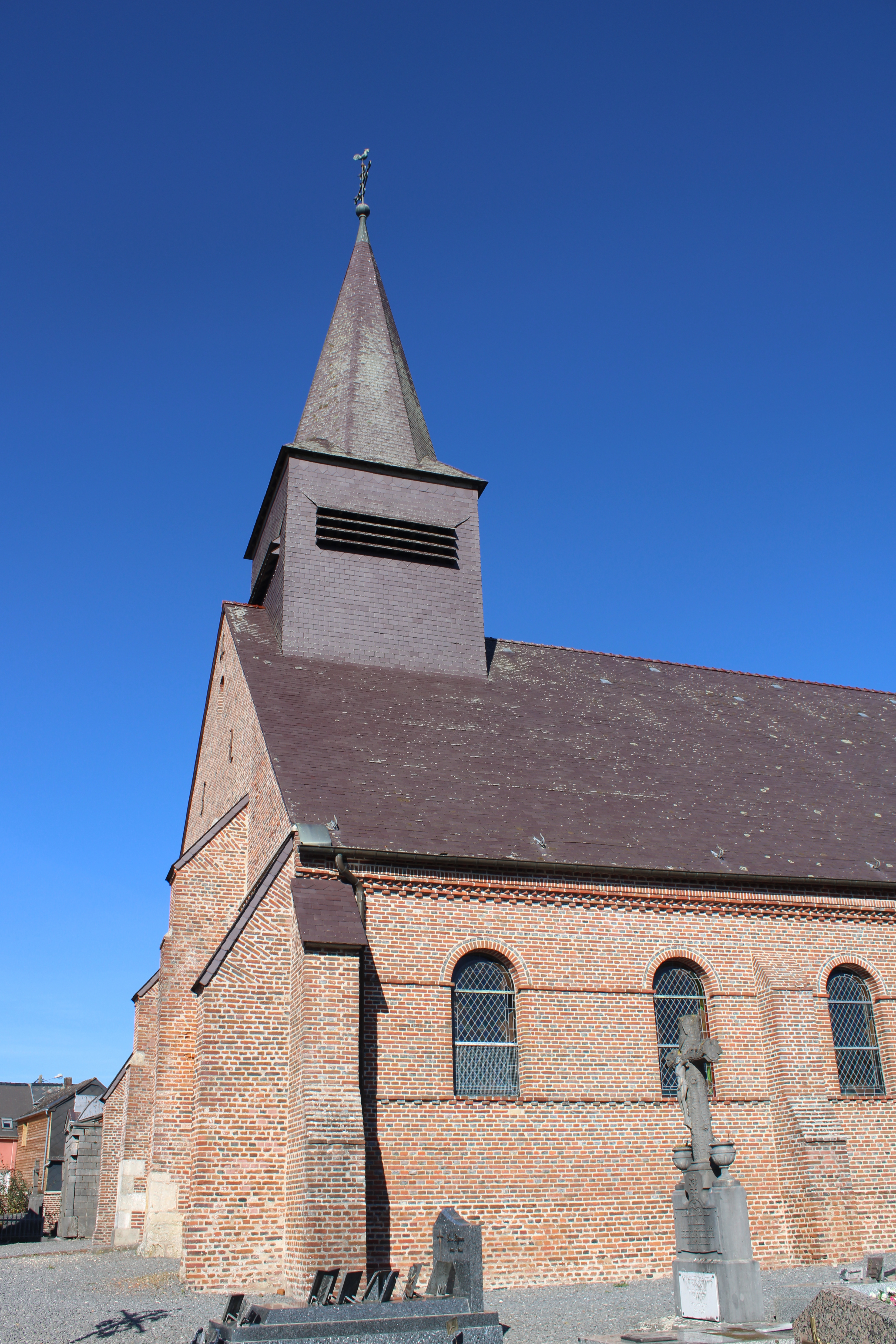
L'église
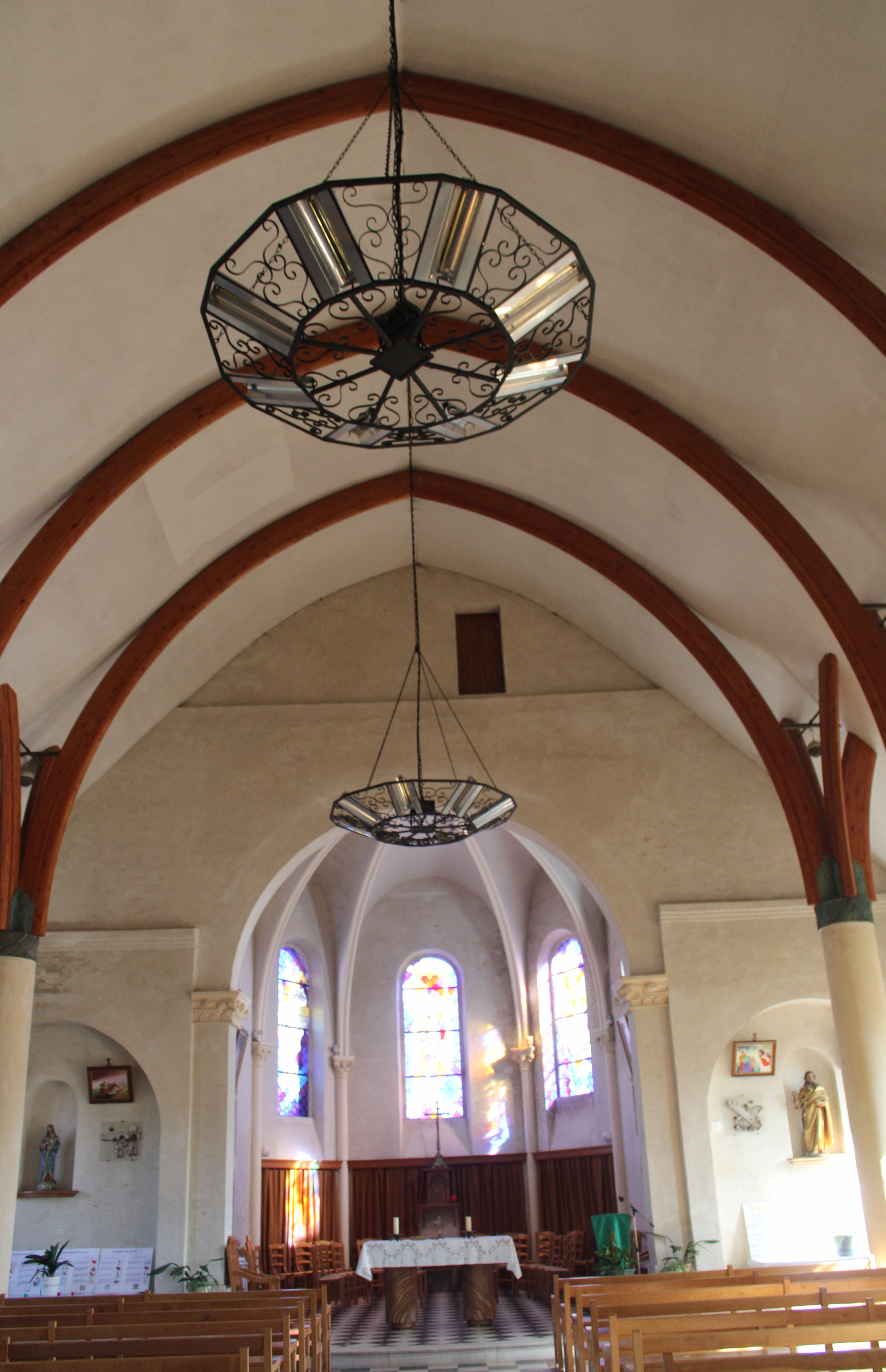
La nef
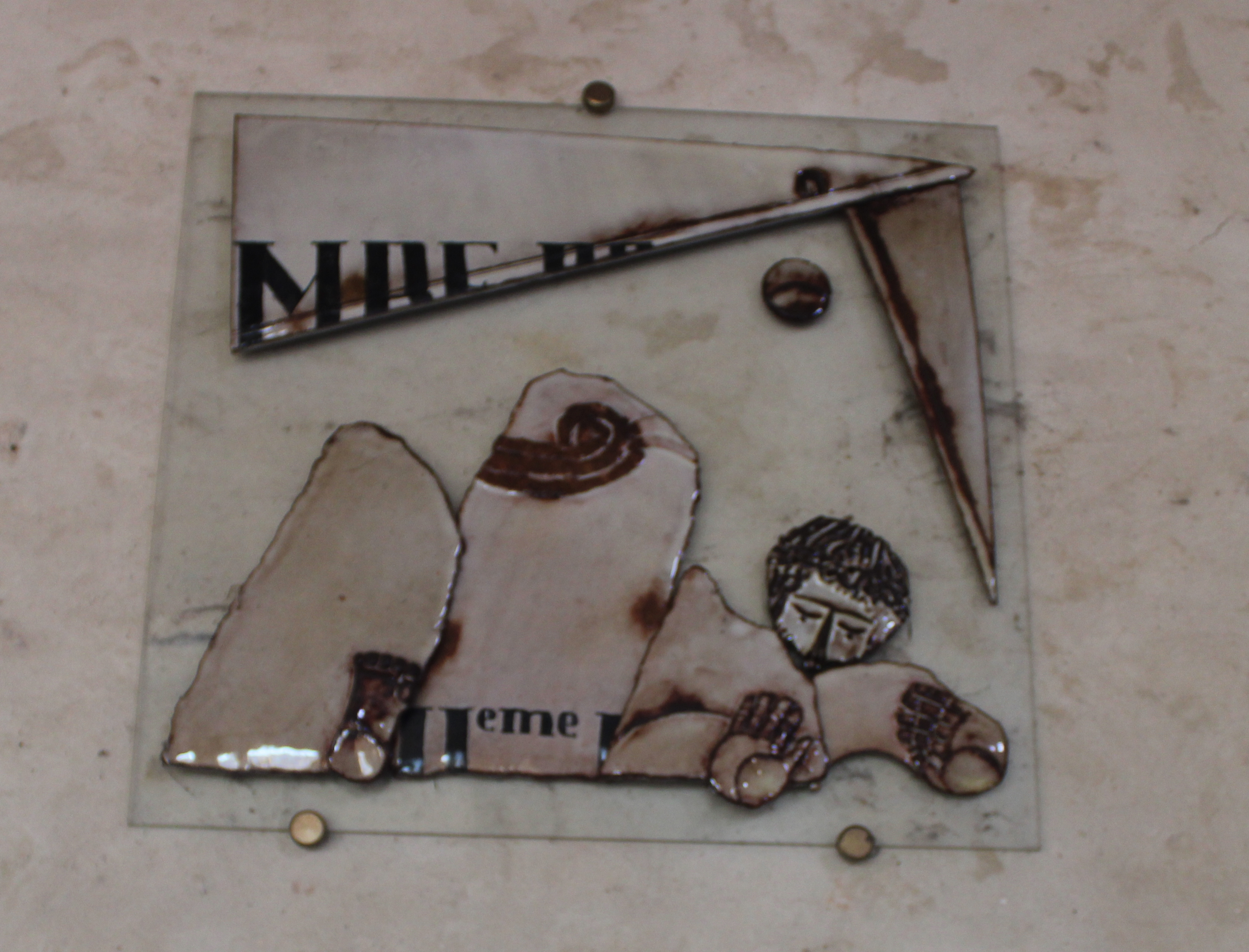
Chemin de croix- Station II.
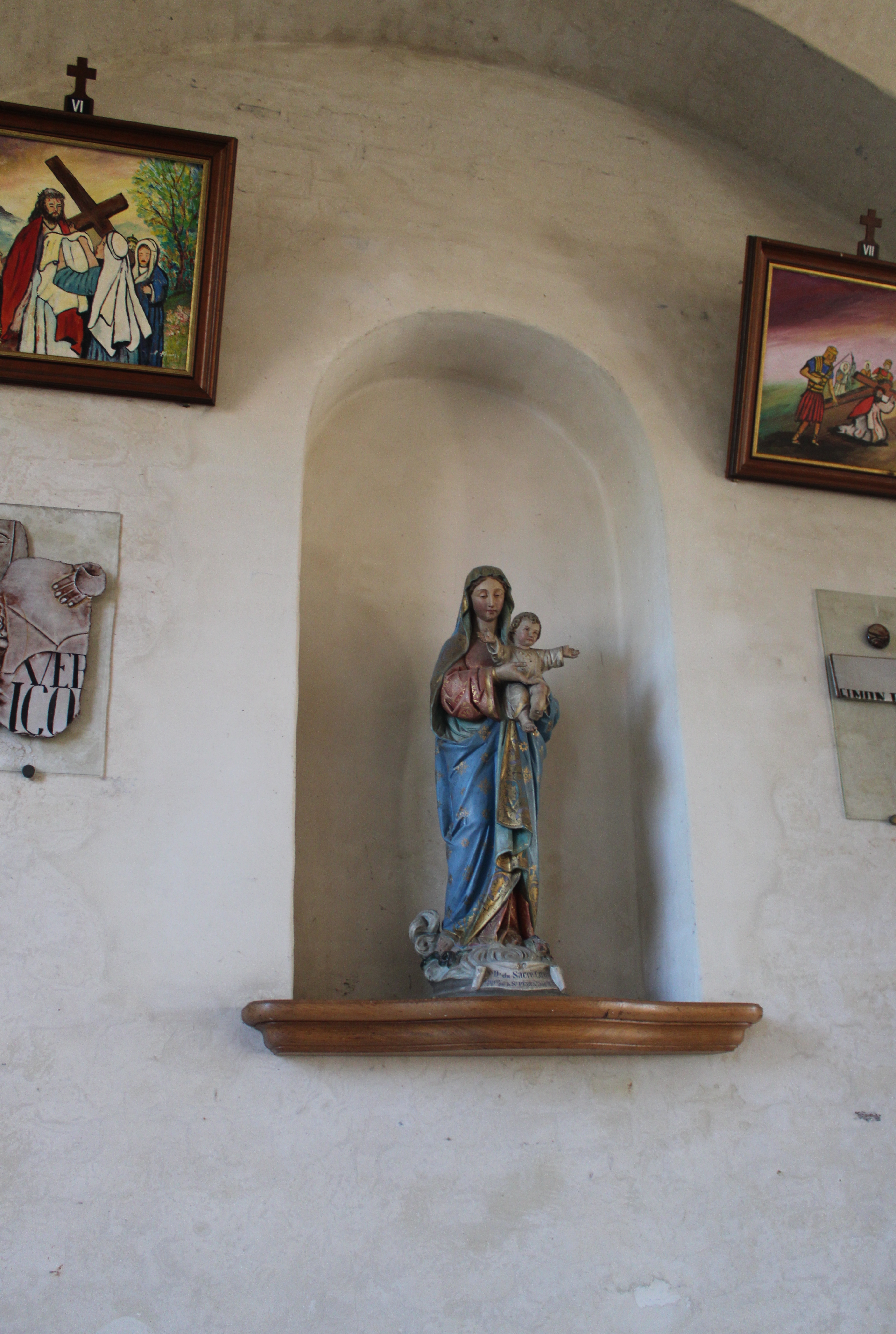
Vierge à l'enfant.
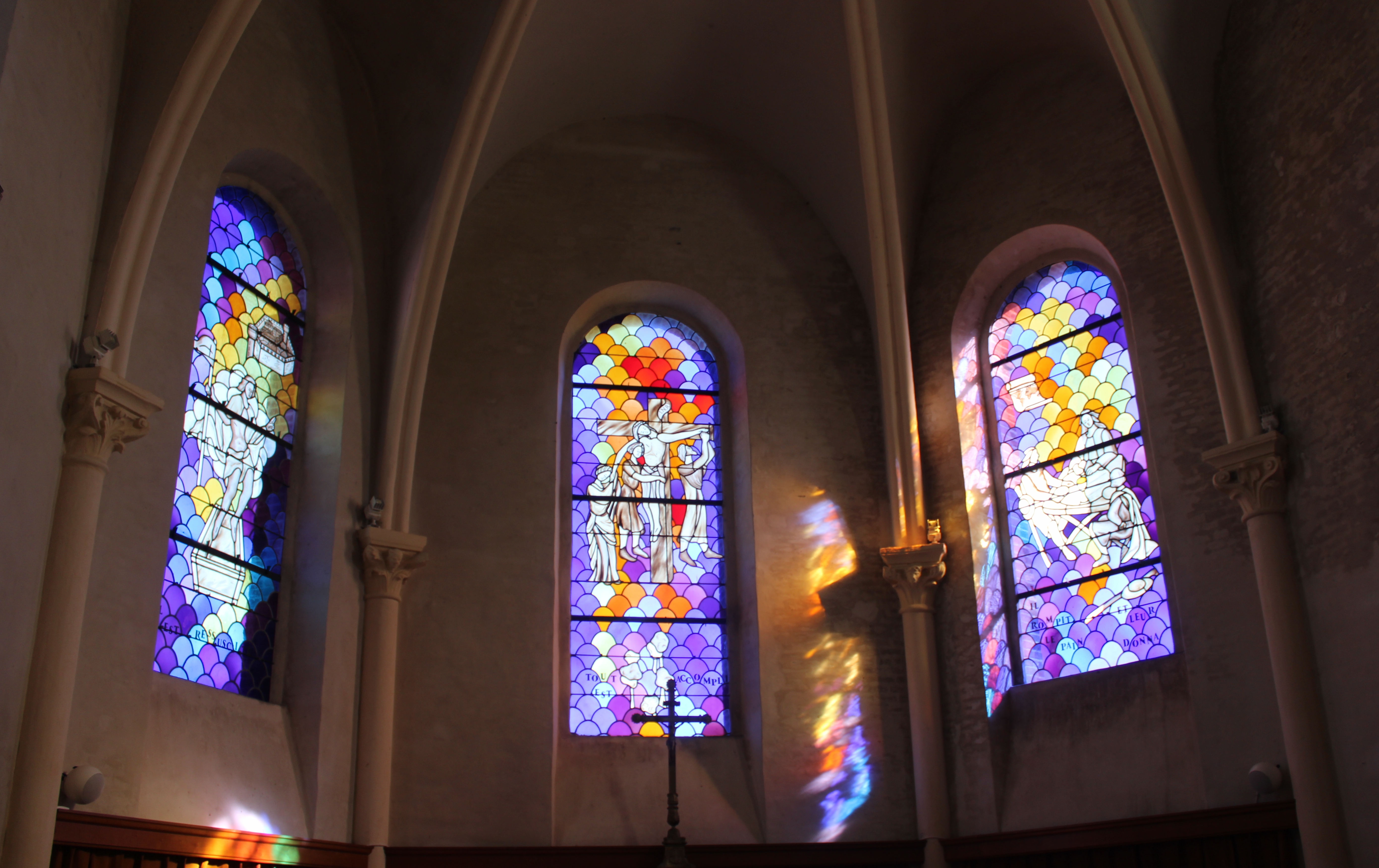
Les vitraux du chevet